# Giacomo il Minore
Giacomo il Minore (5 circa – Gerusalemme, 62) è stato uno dei dodici apostoli di Gesù.

## Biografia
Nella tradizione cristiana viene indicato come "Giacomo il minore", uno dei dodici Apostoli di Gesù Cristo che nel Nuovo Testamento viene chiamato Giacomo d'Alfeo (Matteo 10,3, Marco 3,18, Luca 6,15, Atti 1,13). Il patronimico consente di distinguerlo chiaramente dall'altro apostolo di nome Giacomo, il cui padre era invece Zebedeo e che viene chiamato dalla tradizione Giacomo il Maggiore.
Nei Vangeli ritroviamo poi un Giacomo, fratello di Ioses, citato in riferimento alla loro madre, Maria (Marco 15:40 e 16:1 e Matteo 27:56). Se si tratta dello stesso Giacomo, si può allora supporre che la madre di Giacomo sarebbe stata Maria di Clèofa dei versetti paralleli di Giovanni 19:25.
Sulla base di così scarse citazioni non è dunque possibile ricostruire alcunché della sua vicenda biografica, neppure nel periodo in cui fu un seguace di Gesù. Nel resto degli Atti e in altri scritti neotestamentari manca qualsiasi riferimento anche di una sua attività seguente alla morte del Cristo.
Nulla sappiamo intorno alla sua morte, a meno che Giacomo il Minore sia identificato con Giacomo il Giusto, ucciso per lapidazione nel 62 d.C. . Nel Martirologio, al 3 maggio, si riporta che Giacomo "coronò infine il suo apostolato col martirio".

### Identificazione di Giacomo il Minore con Giacomo il Giusto
Le fonti sono:
- il Testimonium Flavianum (nelle Antichità Giudaiche dello storico giudeo Flavio Giuseppe);
- Egesippo, ebreo convertito al cristianesimo che probabilmente proveniva dalla Palestina, e padre della Chiesa, come citato da Eusebio di Cesarea in Storia Ecclesiastica.

Eusebio di Cesarea identificava Giacomo Minore, per la sua forte figura morale, con Giacomo il Giusto, personaggio storicamente accertato nella sua qualità di primo capo della Chiesa di Gerusalemme, uno dei fratelli del Signore e autore (o pseudo-autore) della Lettera di Giacomo: ma tale identità non è stata mai accettata dalle Chiese orientali e viene molto contestata dai più recenti esegeti delle Sacre Scritture anche della Chiesa occidentale.
- l'abate don Giuseppe Ricciotti così commentava le Scritture che parlano di Giacomo[9]
  - Matteo 13:55-58[10]: "figlio del legnaiuolo, di Giuseppe, tale era stimato Gesù dagli abitanti di Nazaret, ignari del concepimento soprannaturale di Lui, e giudicando secondo la condizione legale per cui Giuseppe era sposo di Maria. Suoi fratelli… sue sorelle, qui come altrove nel senso di cugini e parenti; e in realtà, dei quattro "fratelli" qui nominati, proprio i due primi - cioè Giacomo e Giuseppe - saranno presentati in seguito come figli di quella Maria moglie di Cleofa che fu ai piedi della croce di Gesù insieme con Maria madre di Lui." (pag. 1402).
  - Luca 6:13-16[11]: "All'alba, chiamò i suoi discepoli e ne scelse dodici, ai quali diede anche il nome di apostoli, cioè: Simone, a cui mise anche nome Pietro, e Andrea fratello di lui, Giacomo e Giovanni, Filippo e Bartolomeo, Matteo e Tommaso, Giacomo figlio d'Alfeo e Simone detto Zelote, Giuda fratello di Giacomo e Giuda Iscariote, che fu poi traditore." (pag. 1469; non vi è commento a questo versetto, però si può notare che specifica che Giuda è fratello di Giacomo, diversamente dalle altre versioni considerate[12]);
  - Galati 1: 18, 19[13]: "Pietro: il greco ha Cefa (cfr. 2, 9). — Giacomo il fratello del Signore: cioè cugino di Gesù, è Giacomo il Minore (vedi l'Introduzione s. Giacomo). Perciò Paolo venuto a Gerusalemme per conoscere e riverire Pietro, entrò in relazione anche con Giacomo: questi due infatti, insieme con Giovanni, erano i più insigni apostoli (cfr. 2, 9)." (pag. 1638)
  - Galati 2:9[14] "Colonne della Chiesa (cfr. 1, 18-19; 2, 8): Giacomo era parente di Gesù, Pietro era capo della Chiesa, Giovanni era stato il discepolo prediletto di Gesù." (pag. 1638).
  - La Lettera di Giacomo (pag. 1719) viene così introdotta: "Giacomo, autore di questa lettera, è l'apostolo Giacomo figlio di Alfeo, cioè Giacomo il Minore, chiamato anche fratello del Signore ossia parente di Gesù Cristo. Fu martirizzato nell'anno 62, mentre era a capo della chiesa di Gerusalemme." Quella di Giuda (pag. 1757) invece: "L'autore di questa lettera è l'apostolo Giuda soprannominato Taddeo, fratello di Giacomo (vedi l'Introduzione alla lettera di Giacomo)."
- Salvatore Garofalo[15] commenta così le scritture che menzionano Giacomo:
  - Marco 15:40[16] "Giacomo è detto il Minore per distinguerlo dall'omonimo apostolo, figlio di Zebedeo e fratello dell'evangelista Giovanni. Da Matteo 27:56[17] Salome è la moglie di Zebedeo." (pag. 1023);
  - Atti 12:17[18] "Si tratta di Giacomo, parente di Gesù (cfr. Mt 13,55; Gal 1,19) e capo della comunità di Gerusalemme." (pag. 1098);
  - Galati 1:19[19] "Il cugino di Gesù era a capo della Chiesa di Gerusalemme: cfr At 12,17." (pag. 1158).
  - Così commenta l'Introduzione alla Lettera di Giacomo (pag. 1207) "Il Giacomo autore dello scritto sembra essere l'omonimo capo della comunità cristiana di Gerusalemme (At 12, 17; 21, 18), che si rivolge a giudeo-cristiani dispersi nel mondo greco-romano. Egli morrà nel 62 e più probabilmente scrisse tra il 57 e il 62, a motivo delle relazioni che si notano tra la lettera e gli altri scritti dell'A.T.".
  - E nella Introduzione alla Lettera di Giuda (pag. 1227) "Il Giuda autore di questa lettera è 'fratello di Giacomo'; più probabilmente di Giacomo parente di Gesù, venerato capo della chiesa madre di Gerusalemme. Egli quindi non sarebbe l'apostolo Giuda Taddeo, detto 'di Giacomo', nel senso di figlio di Giacomo"
- Pietro Rossano[20] nel commento a Galati 2:9[21] dice: "Giacomo, il fratello, cioè parente, cugino del Signore, si deve distinguere da Giacomo di Zebedeo, detto il Maggiore, e da Giacomo di Alfeo, entrambi del collegio dei Dodici. Presiedeva con grande autorevolezza la comunità di Gerusalemme." (pag. 1779)
- Fedele Pasquero,[22] sembra escludere che sia Giacomo sia Giuda (gli scrittori delle Lettere) fossero apostoli: infatti nella Introduzione alla Lettera di Giacomo (pag. 1847) scrive: "L'autore di questa lettera si presenta come Giacomo, servo di Dio e del Signore Gesù Cristo, Giacomo 1:1[23] ma è difficile dire chi veramente sia. La probabilità inclina verso la persona di Giacomo, fratello del Signore, probabilmente non apostolo, Giacomo 3:1[24], favorito da un'apparizione di Gesù risorto, 1 Corinzi 15:7[25], a cui Pietro fece annunziare la propria liberazione dal carcere, Atti 12:17[26], stimato una delle colonne della chiesa, Galati 2:9[27], vescovo di Gerusalemme per una trentina d'anni, molto osservante del giudaismo, ucciso verso il 62 sotto il sommo sacerdote Anania, dopo la morte del procuratore Festo. A lui, appunto, la tradizione cristiana attribuisce la lettera." E nella Introduzione alla Lettera di Giuda: (p. 1866) "L'autore stesso si dichiara fratello di Giacomo, che viene comunemente indicato come fratello di Gesù, quindi né l'uno né l'altro apostoli poiché in caso che lo fossero stati, non avrebbero mancato d'indicarlo. Come parente di Gesù dovette godere di grande stima nella chiesa primitiva, per cui poté rivolgere autoritativamente ai fedeli che certo lo conoscevano e che erano con ogni probabilità palestinesi, questo breve scritto." Mentre nell'Indice dei principali Nomi Propri (pag. 1996) cita i vari personaggi di nome Giacobbe (da cui evidentemente deriva Giacomo) "Giacobbe, figlio di Isacco... Vi sono altri cinque personaggi di questo nome nel NT, di cui due Apostoli, v., un altro padre di San Giuseppe Matteo 1:15, 16[28], uno fratello del Signore, Marco 15:40[29]; Galati 1:19[30]; Atti 12:17[31], l'ultimo padre di Giuda Apostolo, Giuda 1[32] (ove è detto fratello)"

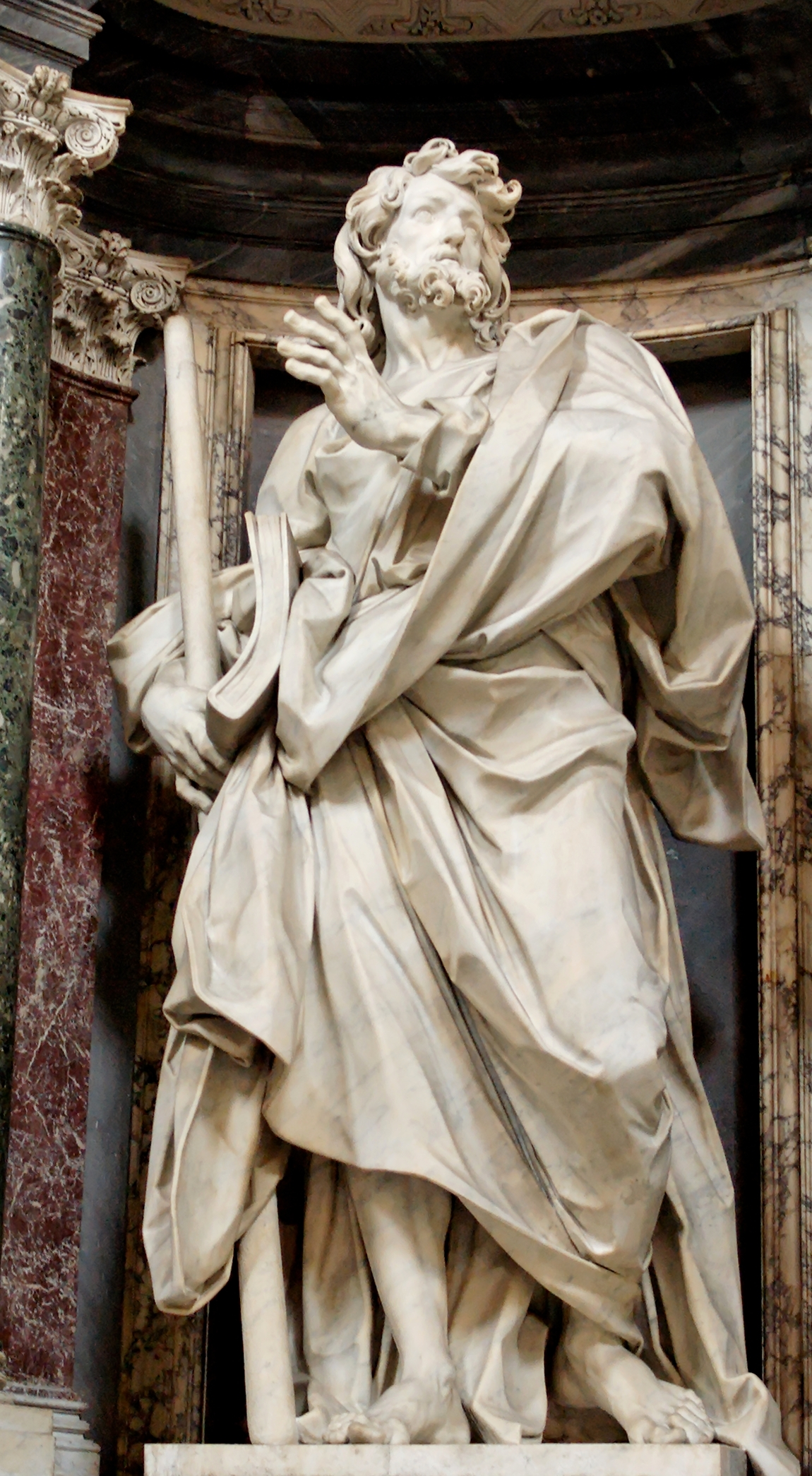
Angelo De Rossi, Statua di San Giacomo minore, Basilica di San Giovanni in Laterano, Roma

### La morte di Giacomo in Flavio Giuseppe
In un brano delle Antichità giudaiche di Flavio Giuseppe viene descritta la condanna a morte di Giacomo:
[201] Ma le persone più equanimi della città, le più strette osservanti della Legge, si sentirono offese da questo fatto. Perciò inviarono segretamente [alcuni rappresentanti] dal re Agrippa, supplicandolo di scrivere una lettera ad Anano che il suo primo passo non era corretto, e ordinandogli di desistere da ogni ulteriore azione.

[202] Alcuni di loro andarono a incontrare Albino che era in cammino da Alessandria informandolo che Anano non aveva alcuna autorità di convocare il Sinedrio senza il suo assenso.

[203] Convinto da queste parole, Albino inviò una lettera sdegnata ad Anano minacciandolo che ne avrebbe portato la pena dovuta. E il re Agrippa, a motivo della sua azione, depose Anano dal sommo pontificato che esercitava da tre mesi, sostituendolo con Giosuè, figlio di Damneo.»
(Flavio Giuseppe, Antichità giudaiche, XX, 200-203)
Dai passi citati possono essere estratti alcuni aspetti rilevanti:
- Giacomo non è identificato col nome del padre, come accade di solito nelle Antichità, ma come fratello di Gesù detto il Cristo;
- il racconto si concentra su Anano, piuttosto che su Giacomo;
- gli Ebrei della città si muovono perché Anano ha trasgredito la Legge ebraica, piuttosto che per una difesa personale di Giacomo, cui Flavio non accenna. Se si identifica Giacomo il Minore con Giacomo il Giusto, che era capo della Chiesa di Gerusalemme, diventa plausibile un'iniziativa dei Giudei che fosse diretta in suo favore;
- dalle Antichità giudaiche, si può ipotizzare che la violazione della Legge da parte di Anano, anche perché commessa da un sommo sacerdote che è la massima autorità per la Legge giudaica, fosse considerata dai Giudei più grave di quella di cui Anano voleva imputare Giacomo.

Le differenze sono rilevanti rispetto alle interpretazioni che vogliono Giacomo e altri apostoli coinvolti con Esseni, Zeloti e altri gruppi, protagonisti di ribellioni nella Giudea di quel tempo, in altri passi contestate da Flavio Giuseppe.

Non viene detto quale fosse la punizione che spettava ad Anano secondo la Legge giudaica, se fosse la destituzione dalla carica (che poi subì), o altro.

## Culto
- La Chiesa cattolica celebra la festa di San Giacomo il Minore il 3 maggio o l'11 maggio (messa tridentina) insieme all'apostolo Filippo. In precedenza la sua festa ricorreva il 1º maggio ma fu traslata da Pio XII nel 1955 con l'introduzione della solennità di San Giuseppe lavoratore.
- Nella tradizione della Chiesa ortodossa si festeggia il 9 ottobre.
- Per la Chiesa evangelica il suo giorno è il 3 maggio.
- Per la Chiesa anglicana il 1º maggio.

Viene inoltre venerato anche dalla Chiesa copta.

### Reliquie
Il corpo di san Giacomo Minore è custodito nella basilica dei Santi XII Apostoli a Roma, insieme a quello di Filippo apostolo. Il cranio è però custodito al Duomo di Ancona; una ricognizione del 1873 ha appurato l'effettiva presenza dei resti dei corpi dei due apostoli nella basilica romana e l'appartenenza del cranio custodito in Ancona al corpo attribuito a san Giacomo minore.

### Iconografia

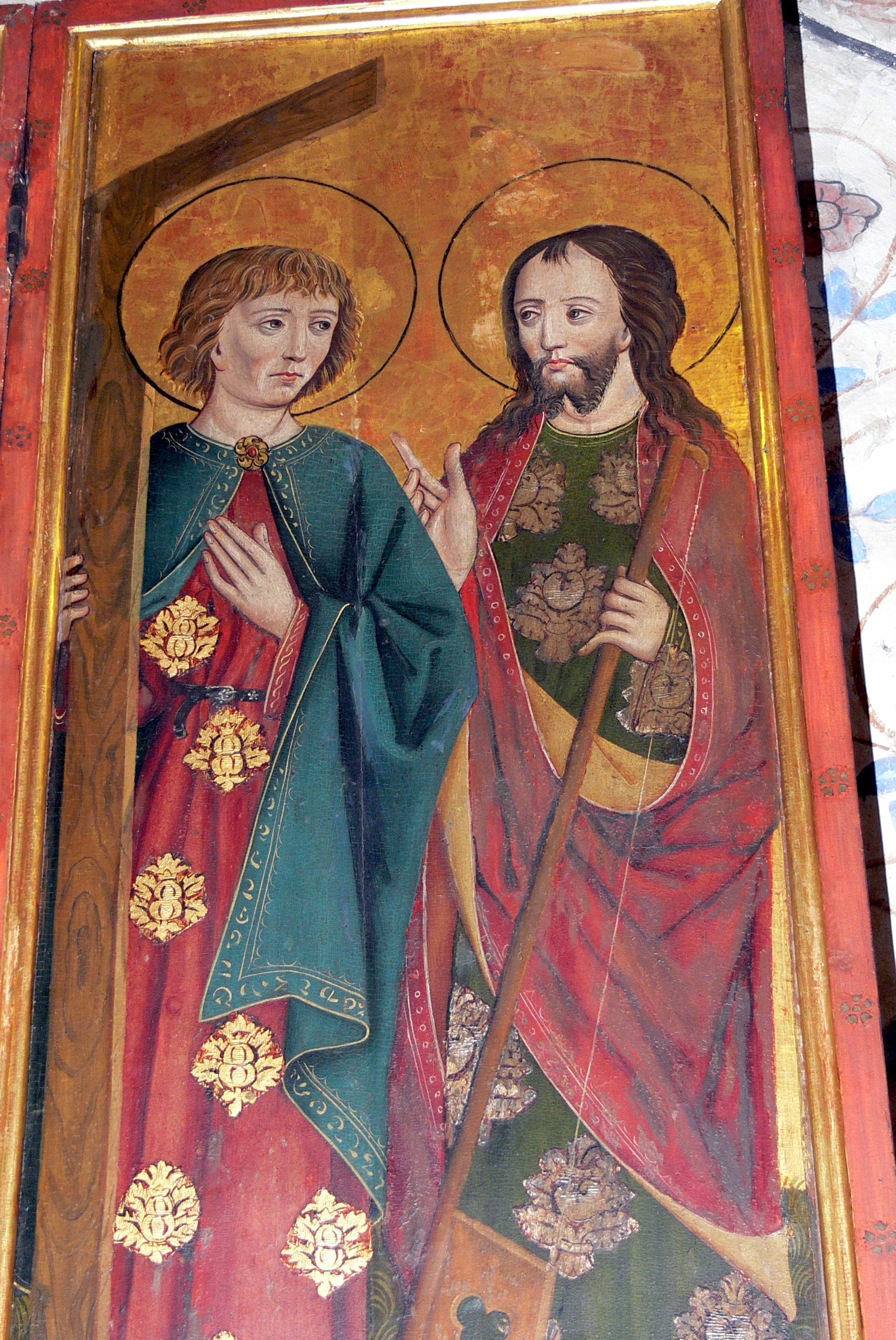
I santi Giacomo e Filippo nella chiesa di Langenzenn (Baviera), (1450)
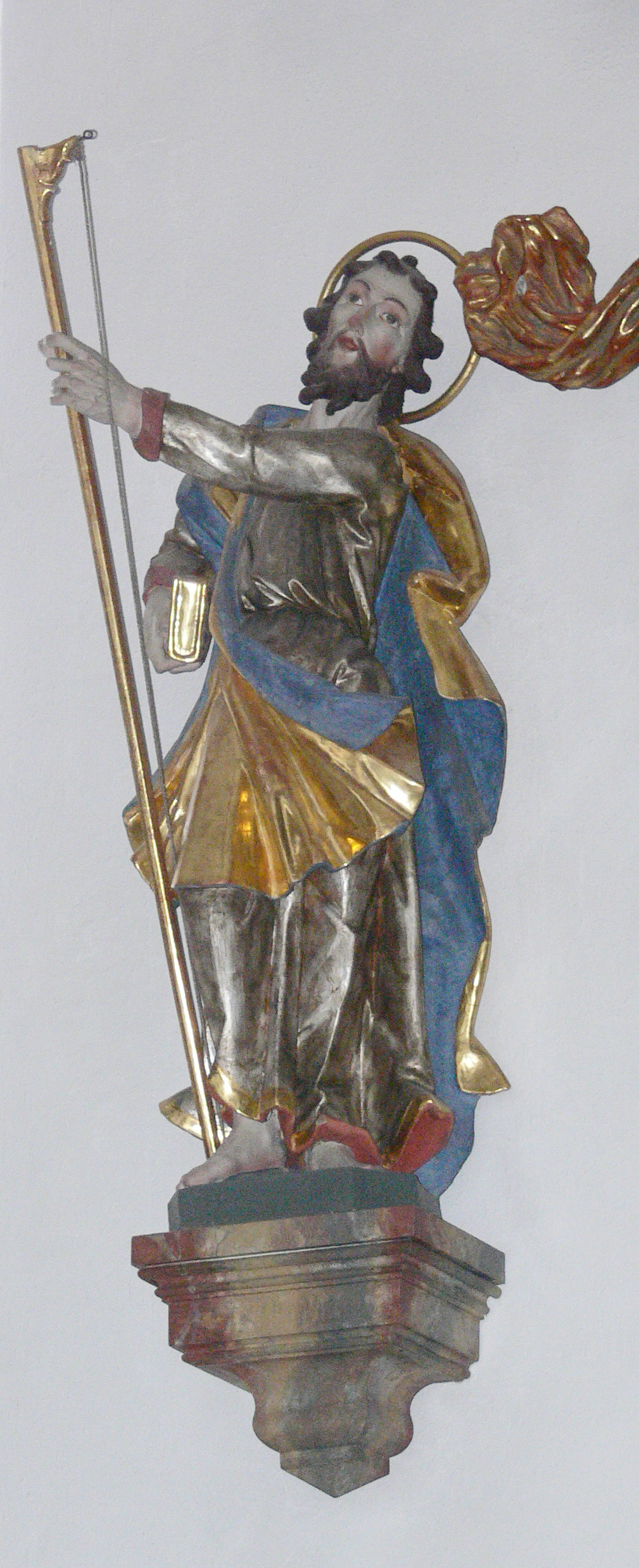
Statua di San Giacomo minore nella parrocchia di San Vito in Altmannshofen, ad Aichstetten (Ravensburg)
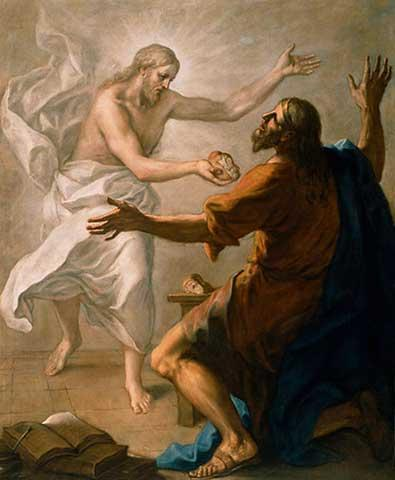
Niccolò Bambini, Comunione dell'apostolo Giacomo
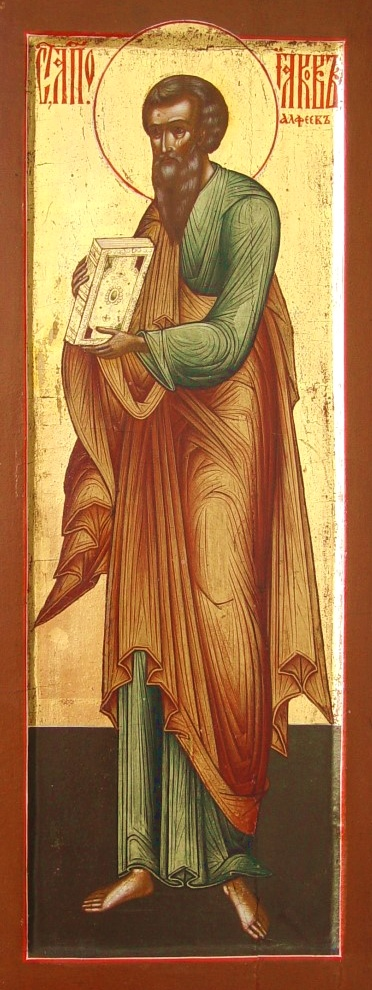
Icona russa del XIX secolo
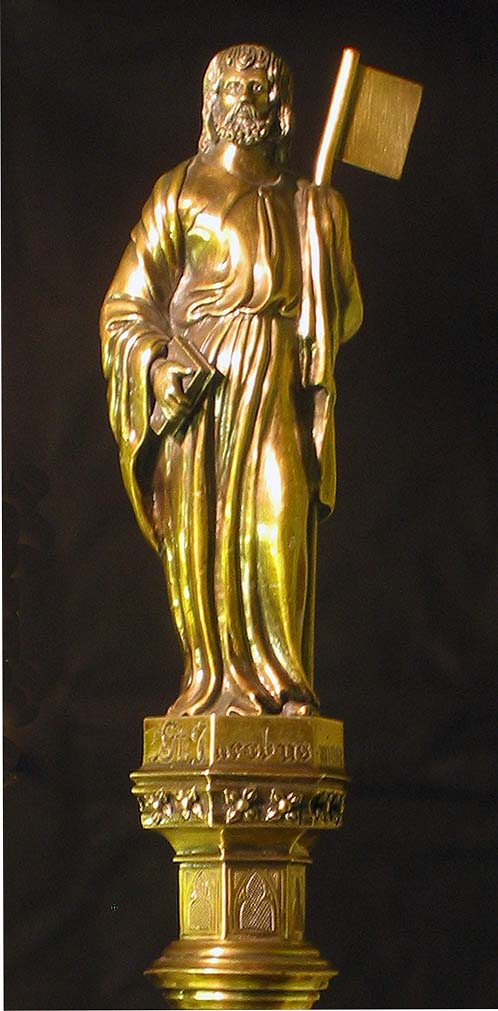
Statua di san Giacomo minore (1850 circa)
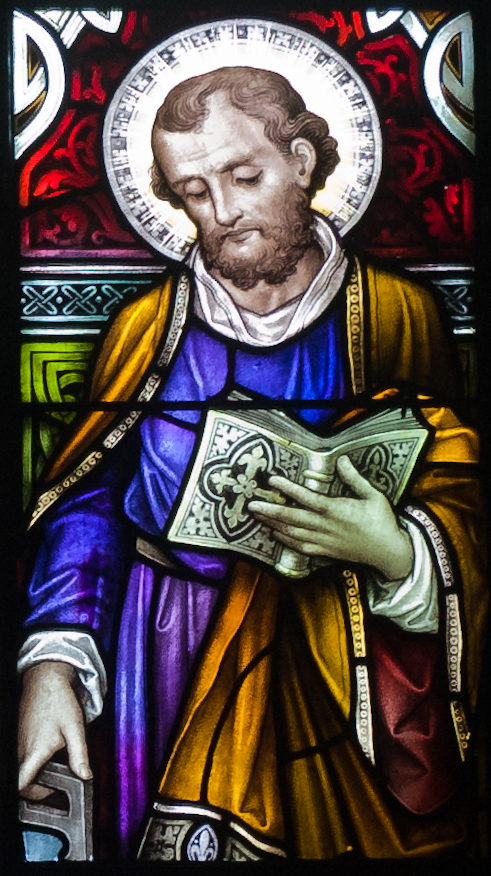
Vetrata con San Giacomo Minore, St. Michael's Church, Ballinasloe, County Galway (Irlanda)